# A5305K
A5305Kは、京セラが開発したauブランドを展開するKDDI／沖縄セルラー電話向けのCDMA2000 1X（現・CDMA 1X）対応携帯電話である。

## 概要・特徴
メインディスプレイを表に配した上で、使用時にはメインディスプレイを180度回転させて表に出たキーパッドを使用するという折りたたみ式と、ストレート式の折衷ともいえる独特の使用方法を採用しているのが本機種の最大の特徴である。この特徴は開発メーカーの京セラにより｢リボルバースタイル｣と称された。また、CMキャラクターに中村獅童が起用されたことでも話題になった。
折りたたみ式の携帯電話が普及し始めた頃には、｢端末を開かないと(メインディスプレイを表にしないと)、誰から着信があるのか分からない｣という弱点が指摘されていた。この弱点はのちに、端末を開かなくても着信状況や時刻などが確認できるよう、携帯電話の背面等にサブディスプレイを装備することによって解消されつつあったが、大型の画面が常に表に出ているストレート式やフリップ式の携帯電話と比較すると依然不利な状況であった。これを克服し、大画面と利便性を高次元で両立しようとして開発されたのが「リボルバースタイル」なのである。
同様の使い方をする機種としてNTTドコモのSO505iやその後継機であるSO505iS、SO506iCがある（端末の発表こそSO505iのほうが早かったが、発売は本機種が先であった。また、本機種はLCD側ケースを回転させるのに対し、SO505i等はキーパッド側ケースを回転させる（ワン・エイティ スタイル）という点から、厳密には両者は区別されている）。
リボルバースタイルは後継のA5502Kでも採用されたが、結局A5502Kをもってリボルバースタイルの機種は以後登場していない（A5305K・A5502Kにおける不具合や故障の頻発、修理対応の増加等の理由で、KDDI側からリボルバースタイル開発中止の指示があったと言われる）。
画面デザインについて、日立製作所製のA5303H/H IIと酷似しているため、これらの機種は共通のソフトウェアを搭載していると思われる。後継機のA5502Kは京セラ独自のソフトウェアとなる。

## 沿革
- 2003年4月23日 - KDDIより発表
- 2003年5月16日 - 発売開始